# Falaise (Calvados)
Falaise è un comune francese di 8 605 abitanti situato nel dipartimento del Calvados nella regione della Normandia.

## Storia

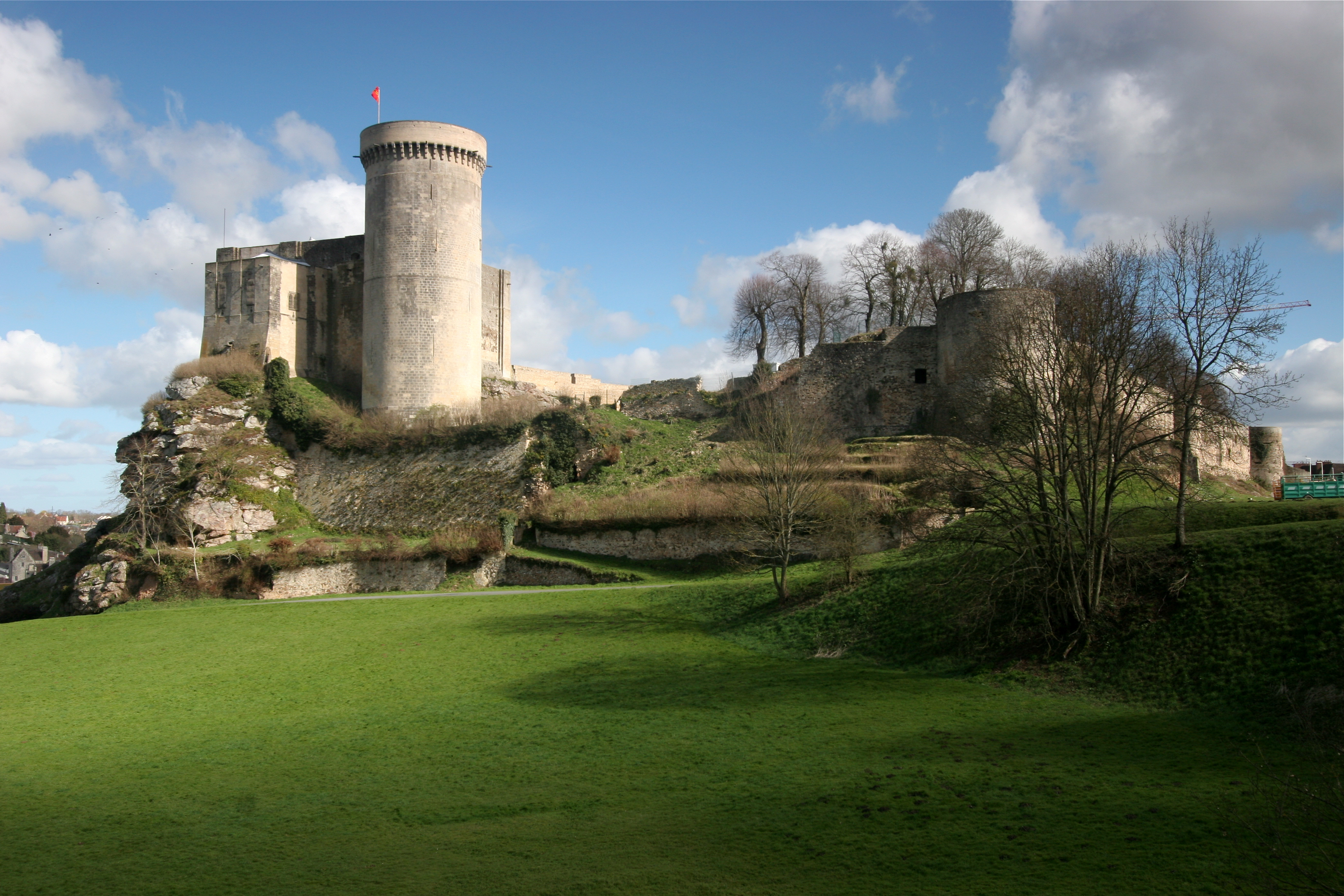
Castello di Guglielmo il Conquistatore

Falaise ha dato i natali a Guglielmo il Conquistatore, primo re normanno d'Inghilterra. Il Castello di Falaise (XI-XII secolo), che sovrasta la città da un'altura, fu formalmente la sede dei Duchi di Normandia. Inoltre, all'interno del castello nel dicembre del 1174 fu firmato il Trattato di Falaise tra Guglielmo I, re di Scozia, e il re d'Inghilterra Enrico II Plantageneto.

## Comunità ebraica
Sembra che nel Medioevo Falaise abbia avuto un'importante comunità ebraica.
Jacob e Morellus di Falesia furono tra gli Ebrei autorizzati nel 1204 a vivere nello Châtelet di Parigi. Un decreto della Corte del tesoriere di Falaise, emesso nel 1220 per vendicare l'assassinio di un ebreo di Bernai, dichiarò responsabili tutti i cittadini, ad eccezione di coloro che avevano risposto alle sue grida d'aiuto. Nel 1299 le tasse pagate dall'ebreo Abraham e dai suoi correligionari di Falaise ammontarono a 75 livres.
Alla comunità ebraica di Falaise appartennero i seguenti studiosi: Simson ben Joseph, il tosafista; Samuel ben Solomon, detto anche "Sire Morel"; Hayyim Paltiel; Moses di Falaise; Yom-Tob di Falaise.

## Società

### Evoluzione demografica
Abitanti censiti

## Amministrazione

### Gemellaggi
- Henley-on-Thames
- Bad Neustadt an der Saale
- Cassino
- Alma